# Джексон, Джоанн
Джоанн Джексон (англ. Joanne Jackson; род. 19 сентября 1986 года, Северный Йоркшир, Англия) — британская пловчиха. Специализируется в плавании вольным стилем на средних дистанциях (200, 400, и 800 метров).
На летних Олимпийских играх 2008 года в Пекине она выиграла бронзовую медаль в плавании на 400 метров вольным стилем.
Ушла из большого спорта в 2012 году.